# جيفري د. ليفين
جيفري د. ليفين (بالإنجليزية: Jeffrey D. Levine)‏ هو دبلوماسي وصحفي أمريكي، ولد في 1954.